# 雕具座α
雕具座α（α Cae/近天园增六）是个位于雕具座的双星系统。
雕具座α A是个恒星分类F2V的F型主序星，视星等4.46。它有1.48太阳质量和1.55倍太阳半径。该星赤道的投影自转速度为47.8km/s。它是个疑似的盾牌座δ型变星。
伴星是个恒星分类M0.5V的红矮星。它是个耀星，表现出随机的亮度增加。该星目前距离主星6.6弧秒，估计轨道半长轴为206天文单位。
雕具座α距离地球65.7光年，估计年龄9亿年。它以平均距离8kpc和轨道偏心率0.07环绕银河系中心。轨道相当靠近银河盘面，该系统距离盘面不超过0.05kpc。雕具座α可能是大熊座移动星群的成员，一群有着相似动态的恒星，可能源自于同个星团。